# Ernesto Corti
Enrique Ernesto Corti (Cordoba, 21 de março de 1963) é um treinador ex-futebolista profissional argentino que atuava como defensor.

## Carreira
Ernesto Corti se profissionalizou no Instituto.

### River Plate
Ernesto Corti integrou o River Plate na campanha vitoriosa da Libertadores da América de 1996.

## Títulos
River Plate
- Primera Division Argentina: Apertura 1993, Apertura 1994
- Taça Libertadores da América: 1996